# On the Floor
«On the Floor» (с англ. — «На танцполе») — песня, записанная американской певицей Дженнифер Лопес, с её седьмого альбома Love? при участии рэпера Питбуля. Песню написали Билал Хаджи, Кинда Хамид, Гонсало Г. Эрмоса, Гонсало У. Эрмоса, Ахраф Янусси, Армандо К. Перес, Джеральдо Санделл и спродюсировали RedOne и Kuk Harrel. Музыкальная песня записана в быстром темпе Данс-попа. Кроме того, она включает в себя мелодию популярного сингла 1989 года Lambada французской поп-группы Kaoma.

## О песне
«On the Floor» является дебютным релизом Лопес в сотрудничестве с Island Def Jam Music, после разрыва её десятилетнего партнёрства с Epic Records. Кроме того, является первым официальным сиглом с альбома Love?, и второй работой совместно с рэпером Pitbull после промосигла Fresh Out the Oven. Выпуск сингла совпал с назначением Лопес в качестве судьи на десятый сезон шоу «Американский Идол». Премьера песни 18 января 2011 года в эфире радио «On Air with Ryan Seacrest» была встречена положительно. 11 февраля 2011 песня стала доступна для цифрового скачивания.

## Список композиций
- Цифровая дистрибуция

1. «On the Floor» (featuring Pitbull) — 3:51

- Цифровая дистрибуция — Spanish Remix

1. «Ven a Bailar (On the Floor)» (featuring Pitbull) — 4:52

- Цифровой сингл

1. «On the Floor» (Radio Edit) — 3:51
2. «On the Floor» (CCW Club Mix) — 6:26
3. «On the Floor» (Ralphi’s Jurty Club Vox) — 8:43
4. «On the Floor» (Music video) — 4:27

- CD single

1. «On the Floor» — 3:51
2. «On the Floor» (Low Sunday Club Remix) — 6:22

- Digital Remixes EP

1. «On the Floor» (CCW Radio Mix) — 3:44
2. «On the Floor» (Low Sunday Radio Edit) — 3:51
3. «On the Floor» (Ralphi’s Jurty Radio Edit) — 3:57
4. «On the Floor» (Mixin Marc & Tony Svejda La to Ibiza Radio Edit) — 3:16
5. «On the Floor» (CCW Club Mix) — 6:26
6. «On the Floor» (Low Sunday Club) — 6:22
7. «On the Floor» (Ralphi’s Jurty Club Vox) — 8:43
8. «On the Floor» (Mixin Marc & Tony Svejda La to Ibiza Mix) — 6:40
9. «On the Floor» (CCW Dub Mix) — 6:07
10. «On the Floor» (Low Sunday Dub) — 6:37
11. «On the Floor» (Ralphi’s Jurty Dub) — 8:43
12. «On the Floor» (Mixin Marc & Tony Svejda La to Ibiza Dub) — 5:36

## Создатели
Запись
- Записано на: «Cove Studios», Нью-Йорк и «Henson Recording», Лос-Анджелес.
- Песня содержит мелодию композиции: «Llorando Se Fue», написанной Gonzales Hermosa и Ulises Hermosa.

Персоны
| - Алессандро Джулини — аккордеон - Джош Гудвин — запись вокала - Билал Хаджи — автор - Кинда Гамид — автор - Кук Харрелл — аранжировка вокала, редактирование вокала, вокальный продюсер, запись вокала - Кук Харрелл — автор - Гонсало Эрмоса - автор - Улисес Эрмоса — автор - Ахраф Янусси — автор | - Тревор Маззи — звуковой микшер, звукорежиссёр - Надир Хаят — продюсер, композитор, аранжировка вокала, редактирование вокала, вокальный продюсер, запись инструментов и программ, звукорежиссёр - Дженнифер Лопес — главный вокалист - Крис О'Райан — редактирование вокала, звукорежиссёр - Армандо К. Перес — рэп вокалист, автор - Джеральдо Санделл — автор - Low Sunday (Барт Шоудел и Рон Хейни) — дополнительное производство для ремикса |

## Чарты и сертификации
| Страны (2011)                                                     | Наивысшая позиция |
| ----------------------------------------------------------------- | ----------------- |
| Австралия (ARIA)                                                  | 1                 |
| Австрия (Ö3 Austria Top 40)                                       | 1                 |
| Бельгия/Фландрия (Ultratop 50)                                    | 1                 |
| Бельгия/Валлония (Ultratop 50)                                    | 1                 |
| Канада (Billboard Canadian Hot 100)                               | 1                 |
| Чехия (Rádio — Top 100)                                           | 1                 |
| Дания (Tracklisten)                                               | 3                 |
| Франция (SNEP)                                                    | 1                 |
| Финляндия (Suomen virallinen lista)                               | 1                 |
| Германия (GfK)                                                    | 1                 |
| IFPI Greece                                                       | 1                 |
| Венгрия (Single Top 40)                                           | 8                 |
| Ирландия (IRMA)                                                   | 1                 |
| Италия (FIMI)                                                     | 1                 |
| Япония (Billboard Japan Hot 100)                                  | 10                |
| Нидерланды (Dutch Top 40)                                         | 7                 |
| Новая Зеландия (Recorded Music NZ)                                | 2                 |
| Норвегия (VG-lista)                                               | 1                 |
| ZPAV                                                              | 2                 |
| Romanian Top 100                                                  | 1                 |
| Топ 10. Цифровые треки                                            | 1                 |
| Шотландия (OCC Scotland)                                          | 1                 |
| Словакия (Rádio — Top 100)                                        | 1                 |
| Испания (PROMUSICAE)                                              | 1                 |
| Швеция (Sverigetopplistan)                                        | 1                 |
| Швейцария (Schweizer Hitparade)                                   | 1                 |
| Великобритания (OCC UK Singles)                                   | 1                 |
| Великобритания (OCC UK Hip Hop/R&B)                               | 1                 |
| Billboard Hot 100                                                 | 3                 |
| США (Billboard Dance Club Songs)                                  | 1                 |
| США (Billboard Pop Airplay)                                       | 5                 |
| США (Billboard Hot Latin Songs) · Spanish version: "Ven a Bailar" | 2                 |

| Страна         | Сертификация  |
| -------------- | ------------- |
| Австралия      | 3× Платиновый |
| Бельгия        | Золотой       |
| Дания          | Золотой       |
| Германия       | Платиновый    |
| Италия         | Платиновый    |
| Новая Зеландия | Платиновый    |
| Испания        | Платиновый    |
| Швеция         | Платиновый    |
| Швейцария      | Платиновый    |
| США            | Платиновый    |